# Красновка (Симферопольский район)
Красно́вка (ранее Ново-Александровка; укр. Краснівка, крымскотат. Krasnovka, Красновка) — село в Симферопольском районе
Республики Крым, входит в состав Мазанского сельского поселения (согласно административно-территориальному делению Украины — Мазанского сельского совета Автономной Республики Крым).

## Население
| 2001 | 2014 |
| ---- | ---- |
| 615  | ↘608 |

Всеукраинская перепись 2001 года показала следующее распределение по носителям языка
| Язык             | Процент |
| ---------------- | ------- |
| русский          | 60,49   |
| крымскотатарский | 26,99   |
| украинский       | 11,87   |
| другие           | 0,49    |

## Современное состояние
В Красновке 7 улиц, площадь, занимаемая селом, 96,5 гектара, на которой в 243 дворах, по данным сельсовета на 2009 год, числилось 545 жителей. Село связано автобусным сообщением с Симферополем и соседними населёнными пунктами.

## География
Село Красновка расположено на востоке района, примерно в 18 километрах (по шоссе) от Симферополя, в 5,5 километрах южнее шоссе 35-К-003 Симферополь — Феодосия (по украинской классификации P-23) по автодороге Мазанка — Опушки 35-Н-513 (35-0-11318), ближайшая железнодорожная станция Симферополь — примерно в 18 километрах. Красновка находится в пределах Внешней гряды Крымских гор, в долине реки Чуюнчи, правого притока Салгира, высота центра села над уровнем моря — 420 м. Соседние сёла: — лежащие к востоку Лесноселье — менее 1 километра и Мазанка — около 500 м.

## История
Село Красновка было образовано, под названием Ново-Александровка, видимо, в начале XX века, так как впервые в исторических документах встречается в Статистическом справочнике Таврической губернии. Ч.II-я. Статистический очерк, выпуск шестой Симферопольский уезд, 1915 год, согласно которому в деревне Ново-Александровка (она же Раши) Зуйской волости Симферопольского уезда числилось 34 двора с русским населением в количестве 183 человек приписных жителей и 25 — «посторонних», из которых 88 мужчин и 95 женщин. Жители владели 500 десятинами удобной земли. В хозяйствах имелось 98 лошадей, 34 вола, 66 коров и 102 головы мелкого скота.
После установления в Крыму Советской власти, по постановлению Крымревкома от 8 января 1921 года была упразднена волостная система и село включили в состав вновь созданного Подгородне-Петровского района Симферопольского уезда, а в 1922 году уезды получили название округов. 11 октября 1923 года, согласно постановлению ВЦИК, в административное деление Крымской АССР были внесены изменения, в результате которых был ликвидирован Подгородне-Петровский район и образован Симферопольский и село включили в его состав. Согласно Списку населённых пунктов Крымской АССР по Всесоюзной переписи 17 декабря 1926 года, в селе Ново-Александровка, Мазанского сельсовета (в котором село состоит всю дальнейшую историю) Симферопольского района, числилось 52 двора, из них 48 крестьянских, население составляло 280 человек, из них 129 русских, 122 украинца, 10 белорусов, 6 греков, 6 болгар, 2 немцев, 5 записаны в графе «прочие», действовала русская школа. Постановлением ВЦИК от 10 июня 1937 года был образован новый, Зуйский район и Ново-Александровка вошла в его состав. Под этим названием село фигурирует на картах Генштаба Красной армии 1941 года, 1942 года и карте Крымской области 1956 года. В период оккупации Крыма, 13 и 14 декабря 1943 года, в ходе операций «7-го отдела главнокомандования» 17 армии вермахта против партизанских формирований, была проведена операция по заготовке продуктов с массированным применением военной силы, в результате которой в селе Ново-Александровка была произведена тотальная реквизиция продуктов. Селение, как в других подобных случаях, сожжено не было, судьба жителей пока неизвестна.
В 1944 году, после освобождения Крыма от фашистов, 12 августа 1944 года было принято постановление № ГОКО-6372с «О переселении колхозников в районы Крыма» и в сентябре 1944 года в район приехали первые новоселы (212 семей) из Ростовской, Киевской и Тамбовской областей, а в начале 1950-х годов последовала вторая волна переселенцев из различных областей Украины. С 25 июня 1946 года Ново-Александровка в составе Крымской области РСФСР, а 26 апреля 1954 года Крымская область была передана из состава РСФСР в состав УССР. 24 сентября 1959 года Зуйский район был упразднён, после чего село включили опять в состав Симферопольского. Указом Президиума Верховного Совета УССР «Об укрупнении сельских районов Крымской области», от 30 декабря 1962 года Симферопольский район был упразднён и село присоединили к Белогорскому. 1 января 1965 года, указом Президиума ВС УССР «О внесении изменений в административное районирование УССР — по Крымской области», вновь включили в состав Симферопольского.
Время переименования села точно не установлено, в справочниках, в списках переименованых оно не отражено, а уже на 1968 год значится, как Красновка. Видимо, это произошло в ходе укрупнения 1962 года, для избежания дублирования с Новоалександровкой Белогорского района. Интересно, что при этом на карте 1938 года село обозначено уже как Красновка. С 12 февраля 1991 года село в восстановленной Крымской АССР, 26 февраля 1992 года переименованной в Автономную Республику Крым. С 21 марта 2014 года в составе Крыма аннексирована Россией.